# امی شاتز
امی شاتز (انگلیسی: Amy Schatz) کارگردان و تهیه‌کننده اهل ایالات متحده آمریکا است. وی همچنین برندهٔ جوایزی همچون جوایز امی ساعات پربیننده شده‌است.